# Escut d'Alfara del Patriarca
L'escut d'Alfara del Patriarca és un símbol representatiu oficial del municipi d'Alfara del Patriarca, a la comarca de l'Horta Nord, País Valencià. Té el següent blasonament oficial:
| « | Escut truncat. Al primer, de gules, sembrat de creuetes d'argent. Al segon, d'or, un capel de sinople, amb els cordons entrellaçats del mateix color, del qual pengen deu borles a cada costat. Per timbre, una corona de senyor. En un filacteri a part, la llegenda «Alfara dels Rajolars». | » |

## Història
L'escut fou aprovat mitjançant el Decret 1.964/1964, de 18 de juny, publicat al BOE núm. 167, de 13 de juliol de 1964. Malgrat això, l'Ajuntament mai ha utilitzat cap filactèria i l'ha timbrat en algunes versions amb una corona reial i en altres amb una corona de marqués i ornamentat amb llambrequins.
A la primera partició s'hi representen les armes parlants dels Cruïlles, senyors d'Alfara des del 1396, que van edificar el Palau de la Senyoria, un dels monuments més destacats del poble. Els Cruïlles van vendre la localitat el 1595 a Joan de Ribera, prelat de València, conegut com «el Patriarca» –simbolitzat a la segona partició pel capel d'arquebisbe–, que el 1601 la cediria al Reial Col·legi del Corpus Christi de València, fundat també per ell mateix.
El nom d'«Alfara dels Rajolars» (o «de los Ladrillares», en castellà) fa referència a l'antiga denominació del poble, famós per les seves bòbiles o fàbriques de rajoles, i conegut com a «Alfara dels Fumerals» o «Alfara dels Rajolars».